# Estegamita

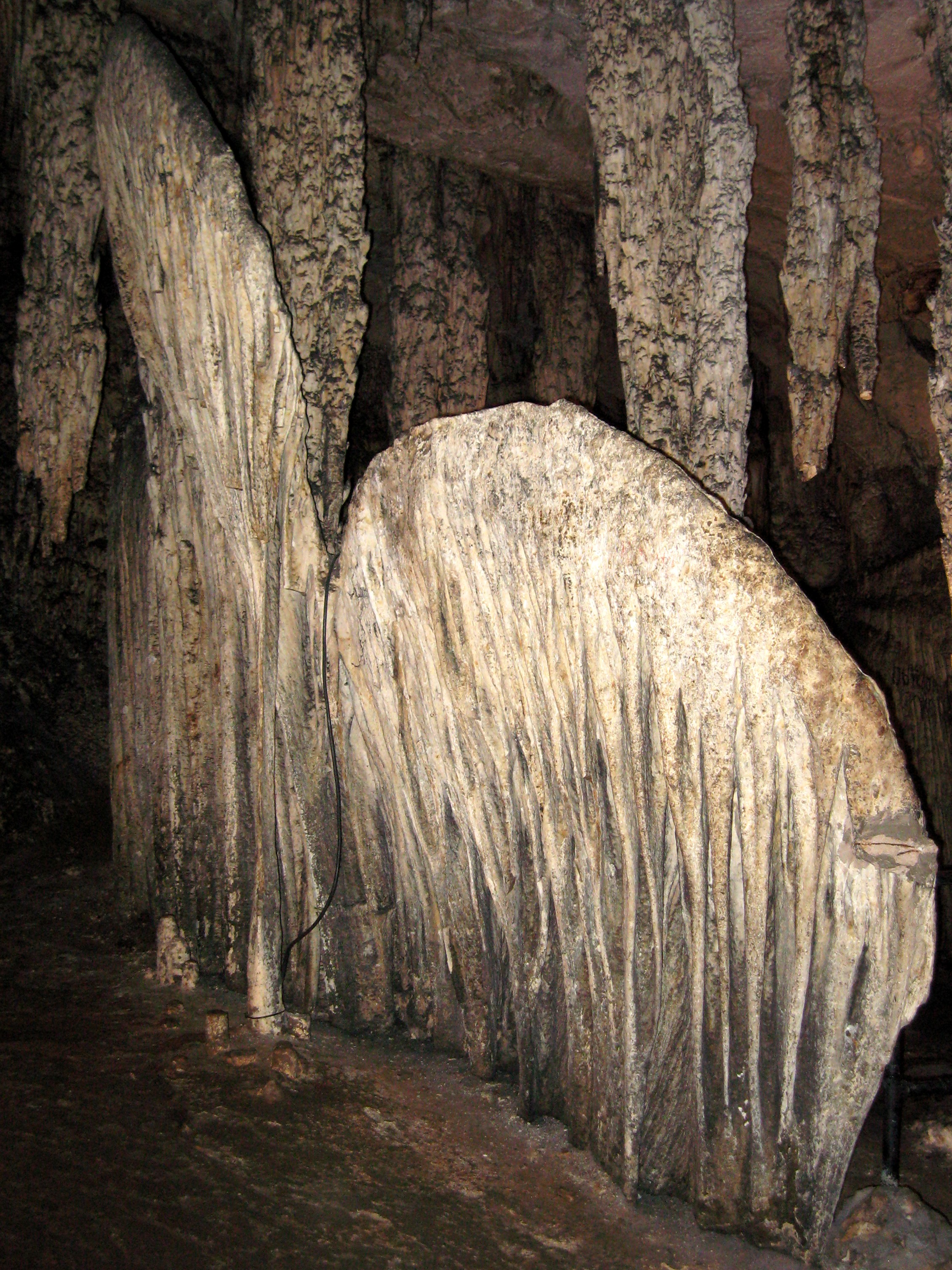
Disco conocido como estegamita. Aunque se parece a los escudos su formación no tiene nada que ver.

Una estegamita es un espeleotema cuya apariencia de escudo es engañosa ya que no lo son, puesto que no tienen las dos capas de estos. Se forman desde el suelo por el agua que fluye desde una grieta en la calcita, sumando finas capas de este material. En algunas ocasiones la estegamita (nombre que hace alusión a la forma de la cresta de los Stegosaurus) se fractura longitudinalmente en dos piezas cuando el agua fluye por capilaridad a lo largo de ella. Las capas de calcita pueden tener cambios de color según el clima reinante durante la formación.
Es una forma secundaria kárstica de flujo y capilaridad.